# Cmentarz w Żelechowej (ul. Bogumińska)
Cmentarz w Żelechowej – cmentarz ewangelicki, który znajdował się w Szczecinie-Żelechowej przy ulicy Bogumińskiej. Zlikwidowany w latach 60. XX wieku.

## Historia
Cmentarz powstał na początku XIX w., na terenie zakupionym ze środków, które zebrali mieszkańcy dawnych wsi Żelechowa i Drzetowo. W 1871 został tu umieszczony obelisk upamiętniający poległych podczas wojny prusko-francuskiej. W latach 30. XX wieku wyczerpały się miejsca grzebalne i konieczne okazało się założenie nowego cmentarza, W związku z wymianą ludności, która nastąpiła po 1945, nekropolia została zaniedbana. Stan taki trwał do lat 60. XX wieku, kiedy to decyzją władz usunięto nagrobki i obelisk, teren zniwelowano pozostawiając starodrzew i bez przekomponowania zieleni przekształcono w park o charakterze leśnym.